# 591
| 591                |
| ------------------ |
| Dødsfald - Fødsler |
|                    |

| Gregoriansk kalender | 591 DXCI                |
| Ab urbe condita      | 1344                    |
| Armensk kalender     | 40 ԹՎ Խ                 |
| Kinesiske kalender   | 3287 – 3288 庚戌 – 辛亥 |
| Etiopisk kalender    | 583 – 584               |
| Jødisk kalender      | 4351 – 4352             |
| Hindukalendere       |                         |
| - Vikram Samvat      | 646 – 647               |
| - Shaka Samvat       | 513 – 514               |
| - Kali Yuga          | 3692 – 3693             |
| Iransk kalender      | 31 BP – 30 BP           |
| Islamisk kalender    | 32 BH – 31 BH           |

Se også 591 (tal)